# Rudolf von Erlach
Rudolf von Erlach (Berna, 1299 circa – Castello di Reichenbach, 1360) è stato un cavaliere medievale e condottiero svizzero.
Apparteneva alla nobile famiglia degli Erlach.
Secondo il cronista Konrad Justinger, nel 1339 comandò le truppe della Vecchia Confederazione nella battaglia di Laupen e nel 1340 le guidò in battaglia contro Friburgo in Üechtland. Documentalmente però è provata solo l'ultima impresa.
In onore di Rudolf venne eretto a Berna un monumento, oggi sito sulla Grabenpromenade.